# François-Adrien Boieldieu
François-Adrien Boieldieu (Rouen, 16 december 1775 - Varennes-Jarcy, departement Seine-et-Oise (bij Parijs), 8 oktober 1834) was een Frans operacomponist, muziekpedagoog en dirigent.

## Levensloop
Boieldieu's vader was secretaris bij de aartsbisschop van Rouen en zo is het niet verwonderlijk, dat François-Adrien van de koorleider Urbain Cornonnier en later van de organist Charles Broche van de Kathedraal Notre-Dame te Rouen muziekles kreeg. Als kind had hij al een grote voorliefde voor de opera, en de favoriete opera in Rouen aan het einde van de achttiende eeuw was de opéra comique. Op achttienjarige leeftijd schreef hij zelf een stuk in dit genre La fille coupable. Zijn tweede opera beleefde de première nog in Rouen, maar werd onmiddellijk daarna ook in Parijs en later in Sint-Petersburg uitgevoerd.
Boieldieu vertrok naar Parijs en werd in 1796 leerling van Luigi Cherubini. Hij werd ook bevriend met Étienne Nicolas Méhul en andere componisten. In Parijs schreef hij nog meer opera's. Zijn Le Calife de Bagdad werd een doorslaand succes. In 1804 werd hij benoemd aan het Tsarenhof in Sint-Peterburg, waar hij directeur van de Franse opera werd. In 1811 kwam hij weer terug naar Parijs, waar hij in 1815 hofcomponist werd. In 1817 werd hij opvolger van Étienne Nicolas Méhul als professor voor compositie aan het Conservatoire national supérieur de musique in Parijs. Omdat hij ziek was leefde hij in deze tijd veel in zijn landhuis in Villeneuve-Saint-Georges, in het departement Val-de-Marne en componeerde hij heel weinig.
De successen van de opera's van Gioacchino Rossini in Parijs schudden hem op en zijn antwoord was de opera La Dame Blanche in 1825. Deze opera werd door vakmensen als een van de merkwaardigste romantische Franse opera's gezien; men herkende invloeden van Carl Maria von Weber, die deze opera zeer bewonderde. De opera inspireerde anderzijds Richard Wagner bij zijn arbeid aan Der Fliegende Holländer. Wagner had ook een voorkeur voor Boieldieu's opera Les deux nuits. Hector Berlioz sprak er niet zonder sarcasme over, dat het koor La belle nuit uit deze opera verbazingwekkende overeenkomsten vertoonde met het bruidskoor uit de opera Lohengrin.
Door de Julirevolutie verloor Boieldieu al zijn betrekkingen. Daarop werd hij erg ziek en kreeg hij tuberculose, waaraan hij in 1834 overleed.

## Composities

### Werken voor orkest
- 1792 Concert, voor piano en orkest
- 1800 Concerto en ut majeur, voor harp en orkest, op. 82
- 1801 Zes walsen, voor klein orkest

### Muziektheater

#### Opera's
| Voltooid in | titel | aktes      | première                                                                                          | libretto                                                                                    |
| ----------- | --- | ---------- | ------------------------------------------------------------------------------------------------- | ------------------------------------------------------------------------------------------- |
| 1793        | La fille coupable | 2 aktes    | 2 november 1793, Rouen, Théâtre des arts                                                          | Jacques François Adrien Boieldieu                                                           |
| 1795        | Rosalie et Myrza | 3 aktes    | 28 oktober 1795, Rouen, Théâtre des arts                                                          | Jacques François Adrien Boieldieu                                                           |
| 1797        | La Famille suisse | 1 akte     | 11 februari 1797, Parijs, Opéra-Comique Feydeau                                                   | Claude Godard d'Aucort de Saint-Just                                                        |
| 1797        | L'Heureuse Nouvelle | 1 akte     | 7 november 1797, Parijs, Opéra-Comique Feydeau                                                    | Claude Godard d'Aucort de Saint-Just en Charles de Longchamp                                |
| 1797        | Le Pari ou Mombreuil et Merville | 1 akte     | 15 december 1797, Parijs, Opéra-Comique Favart                                                    | Charles de Longchamps                                                                       |
| 1798        | Zoraïme et Zulnar | 3 aktes    | 10 mei 1798, Parijs, Opéra-Comique Favart                                                         | Claude Godard d'Aucort de Saint Just                                                        |
| 1798        | La Dot de Suzette | 1 akte     | 5 september 1798, Parijs, Opéra-Comique Favart                                                    | Dejaure, pseudoniem van: Jean-Élie Bédéno de Jaure                                          |
| 1799        | Les Méprises espagnoles | 1 akte     | 18 april 1799, Parijs, Opéra-Comique Feydeau                                                      | Claude Godard d'Aucort de Saint-Just                                                        |
| 1799        | Emma ou La Prisonnière | 1 akte     | 12 september 1799, Parijs, Théâtre Montansier                                                     | Victor-Joseph Étienne de Jouy, Claude Godard d'Aucort de Saint-Just en Charles de Lonchamps |
| 1800        | Béniovski ou Les Exilés du Kamchattka | 3 aktes    | 8 juni 1800, Parijs, Opéra-Comique Favart; 2e versie: 20 juli 1824, Parijs, Opéra-Comique Feydeau | Alexandre Vincent Pineux Duval, naar August von Kotzebue                                    |
| 1800        | Le Calife de Bagdad | 1 akte     | 16 september 1800 Parijs, Opéra-Comique Favart                                                    | Claude Godard d'Aucort de Saint-Just, naar een sprookje uit Duizend-en-één-nacht            |
| 1802-1803   | Ma Tante Aurore ou Le Roman impromptu | 3 aktes    | 13 januari 1803 Parijs, Opéra-Comique                                                             | Charles de Longchamps                                                                       |
| 1803        | Le Baiser et la quittance ou Une aventure de garnison; samen met: Nicolas Isouard, Louis-Benôit Picard, Joseph-Marie-Armand-Michel Dieulafoy en Étienne Nicolas Méhul                                                                                                | 3 aktes    | 18 juni 1803, Parijs, Opéra-Comique                                                               | Charles de Longchamps                                                                       |
| 1804        | Aline, reine de Golconde | 3 aktes    | 17 maart 1804 Sint-Petersburg, Hermitagetheater                                                   | Jean-Baptiste-Charles Vial en Edmond-Guillaume-François de Favières                         |
| 1805        | La Jeune Femme colère | 1 akte     | 30 april 1805 Sint-Petersburg                                                                     | Michel-Marie Claparède, naar Charles-Guillaume Étienner                                     |
| 1806        | Un Tour de soubrette | 1 akte     | 28 april 1806, Sint-Petersburg                                                                    | N. Gersin                                                                                   |
| 1806        | Télémaque | 3 aktes    | 28 december 1806, Sint-Petersburg                                                                 | Paul Dercy                                                                                  |
| 1807        | Amour et mystère ou Lequel est mon cousin? | 1 akte     | 1807, Sint-Petersburg                                                                             | Joseph Pain                                                                                 |
| 1808        | Les Voitures versées (Le Séducteur en voyage) | 2 aktes    | 16 april 1808, Sint-Petersburg, Hermitagetheater; 2e versie: 29 april 1820, Parijs, Opéra-Comique | Emanuel Mercier-Dupaty                                                                      |
| 1808        | La Dame invisible | 1 akte     | 1808, Sint-Petersburg                                                                             | Alexis Daudet en Randon                                                                     |
| 1810        | Rien de trop ou Les Deux Paravents | 1 akte     | 25 december 1810/6 januari 1811 Sint-Petersburg, Hermitagetheater                                 | Joseph Pain                                                                                 |
| 1812        | Jean de Paris | 2 aktes    | 4 april 1812, Parijs, Opéra-Comique                                                               | Claude Godard d'Aucort de Saint-Just                                                        |
| 1813        | Le nouveau Seigneur de village | 1 akte     | 29 juni 1813, Parijs, Opéra-Comique                                                               | Auguste-François Creuzé de Lesser en Edmond-Guillaume-François de Favières                  |
| 1814        | Bayard à Mézières ou Le Siège de Mézières; samen met: Charles Simon Catel, Luigi Cherubini en Nicolas Isouard | 1 akte     | 12 februari 1814, Parijs, Opéra-Comique                                                           | René Allisan de Chazet en Emanuel Mercier-Dupaty                                            |
| 1814        | Le Béarnais ou Henri IV en voyage | 1 akte     | 21 mei 1814, Parijs, Opéra-Comique                                                                | Charles-Augustin Sewrin                                                                     |
| 1814        | Angéla ou L'Atelier de Jean Cousin; samen met: Sophie Gail | 1 akte     | 13 juni 1814, Parijs, Opéra-Comique                                                               | G. Montcloux d'Épinay                                                                       |
| 1816        | La Fête du village voisin | 3 aktes    | 5 maart 1816, Parijs, Opéra-Comique                                                               | Charles-Augustin Sewrin                                                                     |
| 1816        | Charles de France ou Amour et gloire; samen met: André-Ferdinand Herold | 2 aktes    | 18 juni 1816, Parijs, Opéra-Comique                                                               | Marie-Emmanuel Théaulon de Lambert, Armand Dartois en Armand Jean Le Bouthillier de Rancé   |
| 1818        | Le Petit Chaperon de Rouge | 3 aktes    | 30 juni 1818, Parijs, Opéra-Comique                                                               | Théaulon de Lambert                                                                         |
| 1821        | Les Arts rivaux | 1 akte     | 2 mei 1821, Parijs, Hôtel de Ville                                                                | René Allisan de Chazet                                                                      |
| 1821        | Blanche de Provence ou La Cour des fées; samen met: Henri Montan Berton en Rudolphe Kreutzer | 3 aktes    | 1 mei 1821, Parijs, Tuiléries                                                                     | Théaulon de Lambert en Armand Jean Le Bouthillier de Rancé                                  |
| 1823        | La France et l'Espagne | 1 akte     | 15 december 1823, Parijs, Hôtel de Ville                                                          | René Allisan de Chazet                                                                      |
| 1824        | Les Trois Genres; samen met: Daniel-François-Esprit Auber | 1 akte     | 27 april 1824, Parijs, Théâtre de l'Odéon                                                         | August Eugène Scribe, Emanuel Mercier-Dupaty en Michel Pichat                               |
| 1825        | Pharamond | 3 aktes    | 10 juni 1825, Parijs, Grand Opéra Garnier                                                         | Jacques François-Arsène Ancelot, Pierre-Marie-Alexandre Guiraud en Alexandre Soumet         |
| 1825        | La Dame Blanche | 3 aktes    | 10 december 1825, Parijs, Opéra-Comique                                                           | August Eugène Scribe, naar Sir Walter Scott, «Georg Mannering»                              |
| 1829        | Les Deux Nuits | 3 aktes    | 20 mei 1829, Parijs, Opéra-Comique Ventadour                                                      | Jean-Nicolas Bouilly en August Eugène Scribe                                                |
| 1830        | Marguerite | onvoltooid |                                                                                                   |                                                                                             |
| 1831        | La Marquise de Brinvilliers; samen met: Daniel-François-Esprit Auber, Désiré Alexandre Batton, Henri Montan Berton, Felice Blangini, Luigi Cherubini, Michele Enrico Francesco Vincenzo Aloisio Paolo Carafa de Colobrano, André-Ferdinand Herold en Ferdinando Paër | 3 aktes    | 31 oktober 1831, Parijs, Opéra-Comique                                                            | Castil-Blaze, pseudoniem van François-Henri-Joseph Blaze en August Eugène Scribe            |

### Vocale muziek
- Zestien zangcycli voor zangstem en piano
- Romances voor zangstem en piano

### Kamermuziek
- 1796 1e duo, voor harp en piano
- 1796 2e duo, voor harp en piano
- 1799 Sonate, voor viool en piano, op. 3
- 1800 3e duo con polacca, voor harp en piano
- 1803 4e duo, voor harp en piano
- 1807 Sonate, voor viool en piano, op. 7
- 1807 Sonate, voor viool en piano, op. 8

### Werken voor piano
- 1785 Sonate, op. 1
- 1795 Sonate, op. 2
- 1799 Sonate, op. 4
- 1800 Trio, voor piano, op. 5
- 1800 Zes klein stukken en lichte oefeningen
- 1800 Sonate, op. 6
- Ouverture de l'opéra: "La dame blanche", voor drie piano's

### Werken voor harp
- 1795 Sonate, op. 8 Nr. 2

## Trivia
Het eerste deel van het harpconcert in C groot wordt in de Efteling gebruikt voor de attractie Gondoletta.
- Bibsys: 2049490
- Biblioteca Nacional de España: XX1651213
- Bibliothèque nationale de France: cb125297700 (data)
- Catàleg d'autoritats de noms i títols de Catalunya: 981058529992606706
- CiNii: DA06652536
- Gemeinsame Normdatei: 118512978
- International Standard Name Identifier: 0000 0001 2139 5644
- Library of Congress Control Number: n81015517
- Nationale Bibliotheek van Letland: 000165883
- MusicBrainz: 1d2efe5b-3683-4b57-b9a5-44d910935141
- Bibliotheek van het Japanse parlement: 01048789
- Nationale Bibliotheek van Tsjechië: jn19990000903
- Nationale bibliotheek van Australië: 35451914
- Nationale Bibliotheek van Israël: 987007311836105171
- Nationale Bibliotheek van Polen: a0000001922368
- Nationale en Universitaire bibliotheek Zagreb: 000261882
- Nederlandse Thesaurus van Auteursnamen: 070337543
- Réseau des bibliothèques de Suisse occidentale: 02-A000021225
- Istituto Centrale per il Catalogo Unico: CUBV023034
- LIBRIS: 208626
- SNAC: w6gm85h6
- Système universitaire de documentation: 03455369X
- Trove: 957880
- Virtual International Authority File: 73962796
- WorldCat: E39PBJh4yVQcphWD7yQ4jqChHC